# План Карингтона — Кутилейру
План Карингтона — Кутилейру (англ. Carrington–Cutileiro plan), также известный как Лиссабонское соглашение (англ. Lisbon Agreement) — план мирного урегулирования конфликта в Югославии, предложенный лордом Питером Карингтоном и Жозе Кутилейру в феврале 1992 года на Международной конференции по бывшей Югославии.

## Суть плана

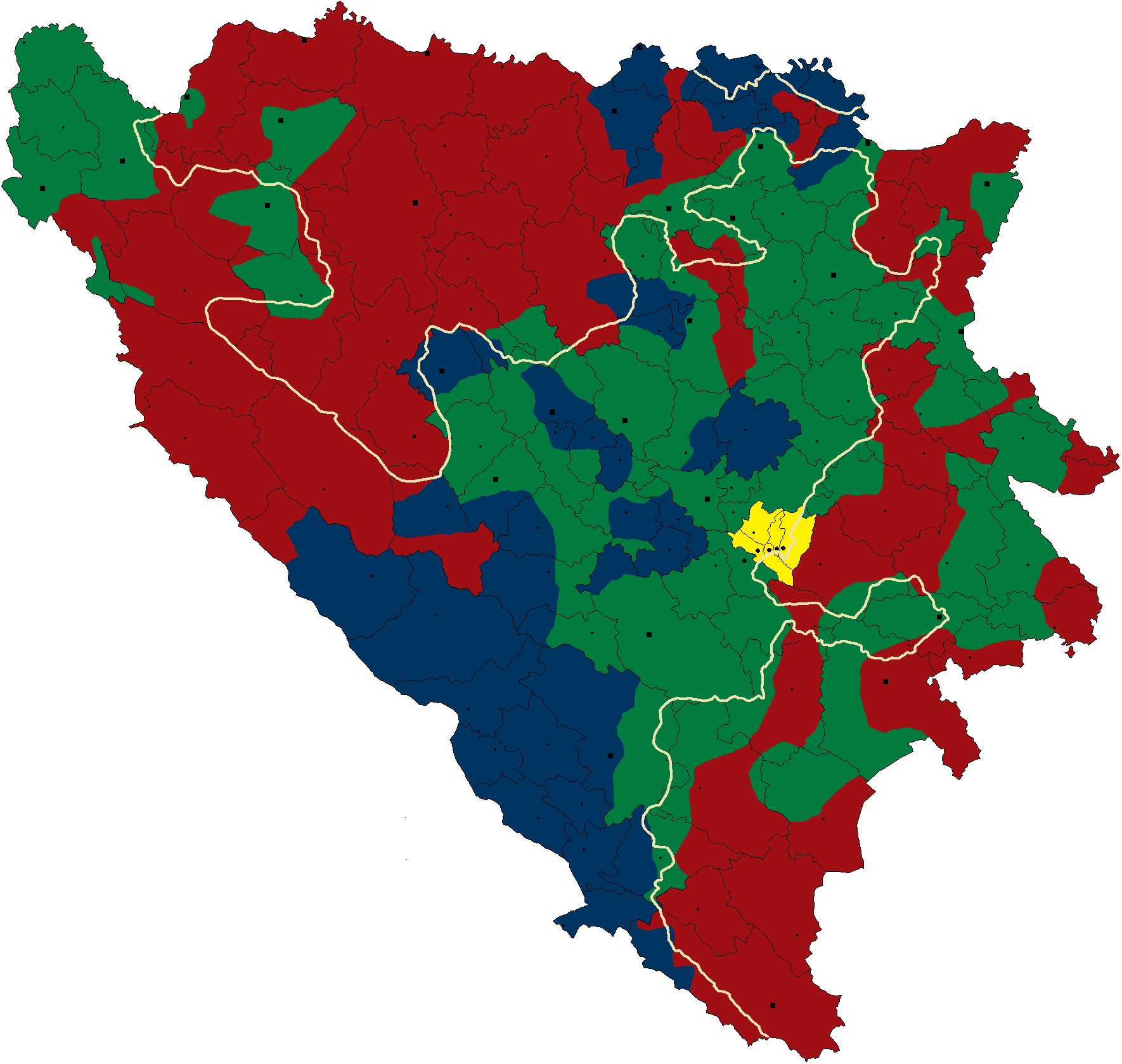
Пересмотренный вариант устройства Боснии и Герцеговины по плану Карингтона — Кутилейру: красным обозначены сербские общины, синим — хорватские, зелёным — боснийские

План, разработанный в феврале 1992 года с целью скорейшего предотвращения вооружённого конфликта в Боснии, предусматривал этническое разделение властей на всех административных уровнях с расширением полномочий региональных властей. Все муниципалитеты в стране должны были классифицироваться как «мусульманские», «сербские» и «хорватские» вне зависимости от того, было ли там явно выраженное этническое большинство.

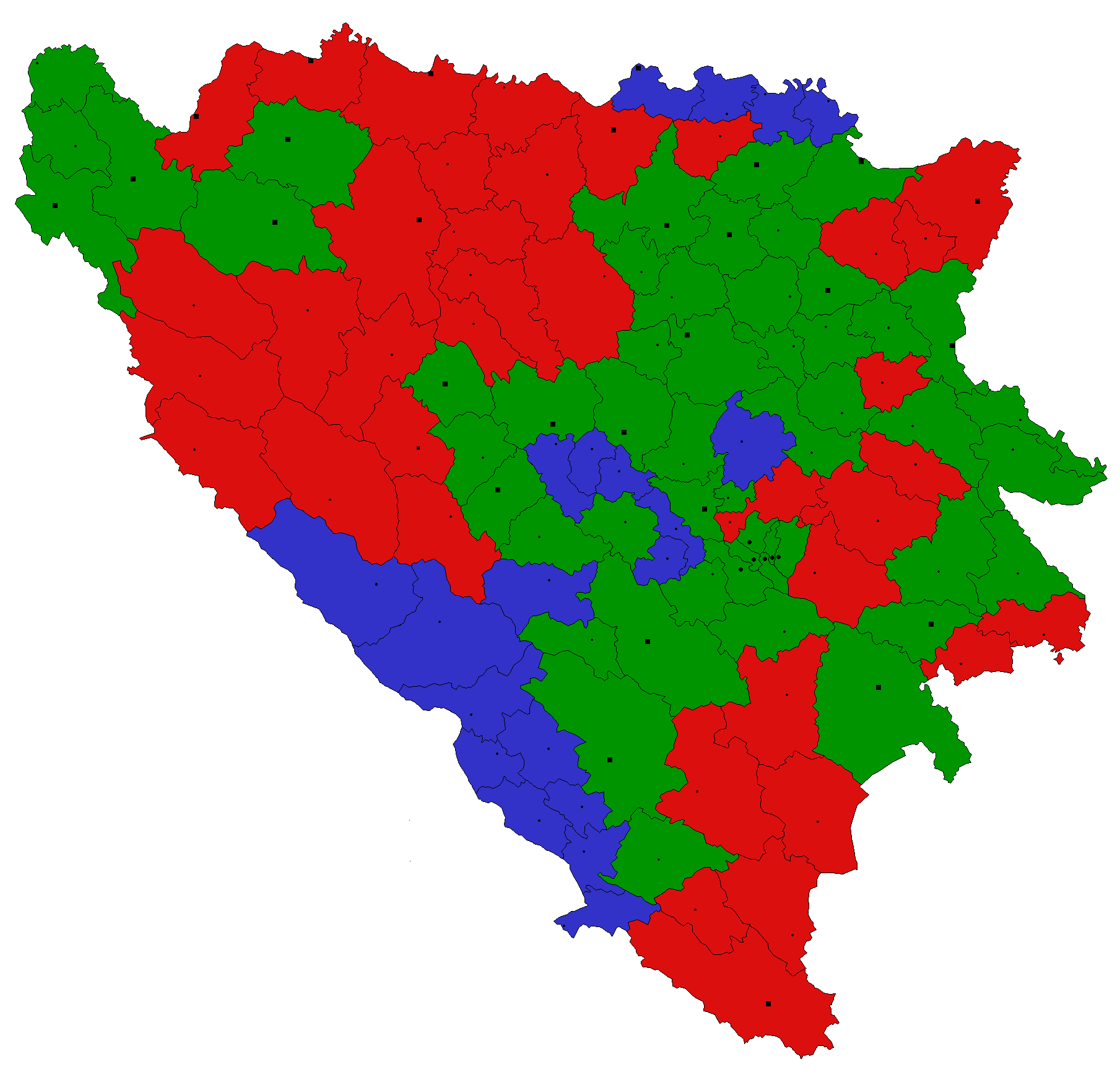
Карта Боснии и Герцеговины по плану Карингтона — Кутилейру: красным обозначены сербские общины, синим — хорватские, зелёным — боснийские

План был единогласно отклонён Народной скупщиной Сербской Республики Боснии и Герцеговины решение от 11 марта 1992 года, и скупщина предложила новый план, по которому сербы бы контролировали около двух третей территории Боснии и Герцеговины, разъединив хорватский и мусульманский анклавы. Этот же план отклонил Кутилейру, объяснив, что все три национальные административно-территориальные единицы должны быть сформированы по национальному принципу с учётом экономических, географических и иных критериев.
18 марта 1992 года меморандум был подписан представителями тремя национальностей: Алией Изетбеговичем от имени боснийских мусульман, Радованом Караджичем от имени сербов и Мате Бобаном от имени хорватов. 28 марта после встречи с Уорреном Циммерманом, послом США в Сараеве, Изетбегович отозвал свою подпись и окончательно отверг план, обвинив его инициаторов в попытке раздела территории страны.

Что и кем было сказано, остаётся непонятным. Циммерман отрицает тот факт, что он обещал Изетбеговичу в случае отзыва его подписи гарантию признания США Боснии как независимого государства. Неоспоримо, что Изетбегович в тот же день отозвал свою подпись и вышел из соглашения
Оригинальный текст (англ.)What was said and by whom remains unclear. Zimmerman denies that he told Izetbegović that if he withdrew his signature, the United States would grant recognition to Bosnia as an independent state. What is indisputable is that Izetbegović, that same day, withdrew his signature and renounced the agreement.